# 주앙 빅투 마그누 지 소자 마샤두
주앙 빅투 마그누 지 소자 마샤두(포르투갈어: João Victo Magno de Souza Machado, 1997년 2월 15일~)는 브라질의 축구 선수이다. 현재 K리그1의 광주 FC소속이다.

## 참고 문헌
- “주앙 빅투 마그누 지 소자 마샤두”. 《광주 FC》. 광주시민프로축구단.